# Шап'яне
Шап'яне (хорв. Šapjane) — населений пункт у Хорватії, в Приморсько-Горанській жупанії у складі громади Матулі.

## Населення
Населення за даними перепису 2011 року становило 188 осіб.
Динаміка чисельності населення поселення:

## Клімат
Середня річна температура становить 9,93 °C, середня максимальна – 22,28 °C, а середня мінімальна – -3,70 °C. Середня річна кількість опадів – 1474 мм.
| Клімат поселення                              | Клімат поселення | Клімат поселення | Клімат поселення | Клімат поселення | Клімат поселення | Клімат поселення | Клімат поселення | Клімат поселення | Клімат поселення | Клімат поселення | Клімат поселення | Клімат поселення | Клімат поселення |
| Показник                                      | Січ.             | Лют.             | Бер.             | Квіт.            | Трав.            | Черв.            | Лип.             | Серп.            | Вер.             | Жовт.            | Лист.            | Груд.            |                  |
| Середній максимум, °C                         | 6,95             | 7,59             | 10,25            | 14,54            | 18,15            | 21,77            | 21,87            | 22,28            | 18,34            | 13,85            | 8,40             | 5,60             |                  |
| Середня температура, °C                       | 1,62             | 2,27             | 4,92             | 9,22             | 12,81            | 16,44            | 18,79            | 19,18            | 15,27            | 10,77            | 5,32             | 2,53             |                  |
| Середній мінімум, °C                          | −3,7             | −3,06            | −0,4             | 3,90             | 7,50             | 11,11            | 15,71            | 16,12            | 12,16            | 7,69             | 2,24             | −0,56            |                  |
| Норма опадів, мм                              | 109              | 92               | 108              | 117              | 105              | 131              | 91               | 110              | 130              | 161              | 175              | 145              |                  |
| Середньомісячна швидкість вітру, м/с          | 2.42             | 2.64             | 2.74             | 2.66             | 2.44             | 2.33             | 2.23             | 2.26             | 2.26             | 2.52             | 2.63             | 2.59             |                  |
| Середньомісячна сонячна радіація, кДж/м²·день | 4419             | 7295             | 10435            | 14670            | 18815            | 20363            | 21463            | 18353            | 13606            | 8960             | 4806             | 3701             |                  |
| --------------------------------------------- | ---------------- | ---------------- | ---------------- | ---------------- | ---------------- | ---------------- | ---------------- | ---------------- | ---------------- | ---------------- | ---------------- | ---------------- | ---------------- |
| Джерело:                                      |                  |                  |                  |                  |                  |                  |                  |                  |                  |                  |                  |                  |                  |